# Partecipanti alla Parigi-Nizza 2006
Elenco dei partecipanti alla Parigi-Nizza 2006.

## Corridori per squadra
Nota: R ritirato, NP non partito, FT fuori tempo, SQ squalificato.
| Team CSC               | Team CSC               | Team CSC               | Discovery Channel Pro Cycling Team | Discovery Channel Pro Cycling Team | Discovery Channel Pro Cycling Team | Lampre-Fondital    | Lampre-Fondital     | Lampre-Fondital    |
| ---------------------- | ---------------------- | ---------------------- | ---------------------------------- | ---------------------------------- | ---------------------------------- | ------------------ | ------------------- | ------------------ |
| 1                      | Bobby Julich           | NP 7ª                  | 71                                 | Jaroslav Popovyč                   | 34º                                | 141                | Danilo Napolitano   | R 5ª               |
| 2                      | Michael Blaudzun       | R 3ª                   | 72                                 | José Azevedo                       | 6º                                 | 142                | Matteo Carrara      | 16º                |
| 3                      | Andrea Peron           | 95º                    | 73                                 | Vladimir Gusev                     | R 6ª                               | 143                | Enrico Franzoi      | 88º                |
| 4                      | Carlos Sastre          | 85º                    | 74                                 | Roger Hammond                      | R 7ª                               | 144                | David Loosli        | R 7ª               |
| 5                      | Fränk Schleck          | 5º                     | 75                                 | Benoît Joachim                     | 78º                                | 145                | Evgenij Petrov      | 11º                |
| 6                      | Christian Vande Velde  | R 2ª                   | 76                                 | Jason McCartney                    | R 1ª                               | 146                | Marius Sabaliauskas | R 3ª               |
| 7                      | Jens Voigt             | 60º                    | 77                                 | Benjamín Noval                     | R 5ª                               | 147                | Mauro Santambrogio  | R 3ª               |
| 8                      | David Zabriskie        | R 6ª                   | 78                                 | José Luis Rubiera                  | 9º                                 | 148                | Francisco Vila      | 2º                 |
| Phonak Hearing Systems | Phonak Hearing Systems | Phonak Hearing Systems | Crédit Agricole                    | Crédit Agricole                    | Crédit Agricole                    | Bouygues Télécom   | Bouygues Télécom    | Bouygues Télécom   |
| 11                     | Floyd Landis           | 1º                     | 81                                 | Pietro Caucchioli                  | 8º                                 | 151                | Pierrick Fédrigo    | R 2ª               |
| 12                     | Aurélien Clerc         | FT 3ª                  | 82                                 | Aleksandr Bočarov                  | 22º                                | 152                | Stef Clement        | R 6ª               |
| 13                     | Martin Elmiger         | 94º                    | 83                                 | Anthony Charteau                   | R 3ª                               | 153                | Xavier Florencio    | 44º                |
| 14                     | Robert Hunter          | R 3ª                   | 84                                 | Jimmy Engoulvent                   | R 7ª                               | 154                | Christophe Kern     | R 6ª               |
| 15                     | Nicolas Jalabert       | 92º                    | 85                                 | Dmitrij Fofonov                    | 20º                                | 155                | Laurent Lefèvre     | R 7ª               |
| 16                     | Axel Merckx            | 35º                    | 86                                 | Benoît Poilvet                     | 52º                                | 156                | Jérôme Pineau       | 53º                |
| 17                     | Koos Moerenhout        | 31º                    | 87                                 | Mark Renshaw                       | R 6ª                               | 157                | Didier Rous         | 49º                |
| 18                     | Alexandre Moos         | 58º                    | 88                                 | Yannick Talabardon                 | 59º                                | 158                | Thomas Voeckler     | 65º                |
| Rabobank               | Rabobank               | Rabobank               | Caisse d'Epargne-Illes Balears     | Caisse d'Epargne-Illes Balears     | Caisse d'Epargne-Illes Balears     | Team Milram        | Team Milram         | Team Milram        |
| 21                     | Erik Dekker            | 7º                     | 91                                 | Antonio Colom                      | 3º                                 | 161                | Mirko Celestino     | R 2ª               |
| 22                     | Jan Boven              | R 7ª                   | 92                                 | Éric Berthou                       | 91º                                | 162                | Simone Cadamuro     | FT 3ª              |
| 23                     | Graeme Brown           | R 3ª                   | 93                                 | José Vicente García                | R 7ª                               | 163                | Maarten den Bakker  | 87º                |
| 24                     | Mathew Hayman          | R 7ª                   | 94                                 | Aleksej Markov                     | R 5ª                               | 164                | Andrij Hrivko       | 33º                |
| 25                     | Aleksandr Kolobnev     | 62º                    | 95                                 | Aitor Pérez                        | 46º                                | 165                | Mirco Lorenzetto    | R 3ª               |
| 26                     | Gerben Löwik           | NP 2ª                  | 96                                 | Nicolas Portal                     | 36º                                | 166                | Elia Rigotto        | R 5ª               |
| 27                     | Grischa Niermann       | 63º                    | 97                                 | Vicente Reynés                     | R 7ª                               | 167                | Björn Schröder      | R 7ª               |
| 28                     | Joost Posthuma         | 14º                    | 98                                 | Joaquim Rodríguez                  | 42º                                | 168                | Sebastian Siedler   | 90º                |
| Davitamon-Lotto        | Davitamon-Lotto        | Davitamon-Lotto        | Cofidis, le Crédit par Téléphone   | Cofidis, le Crédit par Téléphone   | Cofidis, le Crédit par Téléphone   | Euskaltel-Euskadi  | Euskaltel-Euskadi   | Euskaltel-Euskadi  |
| 31                     | Mario Aerts            | 43º                    | 101                                | David Moncoutié                    | 29º                                | 171                | Andoni Aranaga      | 97º                |
| 32                     | Christophe Brandt      | R 7ª                   | 102                                | Stéphane Augé                      | R 5ª                               | 172                | Iker Camaño         | 15º                |
| 33                     | Chris Horner           | 10º                    | 103                                | Sylvain Chavanel                   | 15º                                | 173                | Koldo Fernández     | R 7ª               |
| 34                     | Nico Mattan            | R 7ª                   | 104                                | Thierry Marichal                   | 76º                                | 174                | Iker Flores         | 73º                |
| 35                     | Gert Steegmans         | R 6ª                   | 105                                | Maxime Monfort                     | 61º                                | 175                | Aitor Hernández     | 89º                |
| 36                     | Tom Steels             | R 6ª                   | 106                                | Iván Parra                         | FT 2ª                              | 176                | Markel Irizar       | R 5ª               |
| 37                     | Wim Van Huffel         | 64º                    | 107                                | Rik Verbrugghe                     | 48º                                | 177                | Samuel Sánchez      | 4º                 |
| 38                     | Johan Vansummeren      | 30º                    | 108                                | Bradley Wiggins                    | 71º                                | 178                | Haimar Zubeldia     | 17º                |
| Liberty Seguros-Würth  | Liberty Seguros-Würth  | Liberty Seguros-Würth  | Quick Step-Innergetic              | Quick Step-Innergetic              | Quick Step-Innergetic              | Française des Jeux | Française des Jeux  | Française des Jeux |
| 41                     | Andrej Kašečkin        | 25º                    | 111                                | Tom Boonen                         | R 7ª                               | 181                | Sandy Casar         | 12º                |
| 42                     | Alberto Contador       | 24º                    | 112                                | Wilfried Cretskens                 | 54º                                | 182                | Lilian Jégou        | 56º                |
| 43                     | Allan Davis            | R 5ª                   | 113                                | Kevin Hulsmans                     | R 7ª                               | 183                | Gustav Larsson      | 55º                |
| 44                     | Daniel Navarro         | 37º                    | 114                                | Nick Nuyens                        | 70º                                | 184                | Éric Leblacher      | 57º                |
| 45                     | Aitor Osa              | 26º                    | 115                                | Matteo Tosatto                     | 69º                                | 185                | Thomas Löfkvist     | 19º                |
| 46                     | Sérgio Paulinho        | 82º                    | 116                                | Guido Trenti                       | R 7ª                               | 186                | Bradley McGee       | R 3ª               |
| 47                     | José Antonio Redondo   | R 7ª                   | 117                                | Jurgen Van De Walle                | 40º                                | 187                | Francis Mourey      | 74º                |
| 48                     | Luis León Sánchez      | 13º                    | 118                                | Cédric Vasseur                     | 28º                                | 188                | Benoît Vaugrenard   | 75º                |
| Gerolsteiner           | Gerolsteiner           | Gerolsteiner           | T-Mobile Team                      | T-Mobile Team                      | T-Mobile Team                      | AG2R Prévoyance    | AG2R Prévoyance     | AG2R Prévoyance    |
| 51                     | Torsten Hiekmann       | NP 3ª                  | 121                                | Kim Kirchen                        | R 3ª                               | 191                | Cyril Dessel        | 18º                |
| 52                     | Robert Förster         | R 6ª                   | 122                                | Marcus Burghardt                   | 84º                                | 192                | José Luis Arrieta   | 47º                |
| 53                     | Sebastian Lang         | NP 6ª                  | 123                                | Linus Gerdemann                    | 21º                                | 193                | Mikel Astarloza     | R 7ª               |
| 54                     | Sven Montgomery        | R 2ª                   | 124                                | Bas Giling                         | R 6ª                               | 194                | Renaud Dion         | 96º                |
| 55                     | Volker Ordowski        | 67º                    | 125                                | Jörg Ludewig                       | R 7ª                               | 195                | Samuel Dumoulin     | 83º                |
| 56                     | Ronny Scholz           | 45º                    | 126                                | Eddy Mazzoleni                     | R 6ª                               | 196                | Hubert Dupont       | 27º                |
| 57                     | Stefan Schumacher      | R 6ª                   | 127                                | Patrik Sinkewitz                   | 41º                                | 197                | Christophe Moreau   | R 6ª               |
| 58                     | Markus Zberg           | 38º                    | 128                                | Thomas Ziegler                     | R 3ª                               | 198                | Tomas Vaitkus       | 77º                |
| Saunier Duval-Prodir   | Saunier Duval-Prodir   | Saunier Duval-Prodir   | Liquigas                           | Liquigas                           | Liquigas                           |                    |                     |                    |
| 61                     | David de la Fuente     | R 3ª                   | 131                                | Dario David Cioni                  | R 6ª                               |                    |                     |                    |
| 62                     | Juan José Cobo         | 32º                    | 132                                | Michael Albasini                   | R 7ª                               |                    |                     |                    |
| 63                     | Arkaitz Durán          | 98º                    | 133                                | Kjell Carlström                    | 68º                                |                    |                     |                    |
| 64                     | Alberto Fernández      | FT 3ª                  | 134                                | Daniele Colli                      | FT 3ª                              |                    |                     |                    |
| 65                     | Ángel Gómez            | 39º                    | 135                                | Francesco Failli                   | R 7ª                               |                    |                     |                    |
| 66                     | Javier Mejías          | 86º                    | 136                                | Nicola Loda                        | R 3ª                               |                    |                     |                    |
| 67                     | Christophe Rinero      | 72º                    | 137                                | Matej Mugerli                      | 80º                                |                    |                     |                    |
| 68                     | Francisco Ventoso      | R 7ª                   | 138                                | Vincenzo Nibali                    | 66º                                |                    |                     |                    |